# Gampsorhynchus torquatus
A Gampsorhynchus torquatus a madarak osztályának verébalakúak (Passeriformes) rendjébe és a Pellorneidae családjába tartozó faj.

## Rendszerezése
A fajt Allan Octavian Hume skót ornitológus írta le 1874-ben.

## Alfajai
- Gampsorhynchus torquatus luciae Delacour, 1926
- Gampsorhynchus torquatus saturatior Sharpe, 1888
- Gampsorhynchus torquatus torquatus Hume, 1874[2]

## Előfordulása
Délkelet-Ázsiában, Kína, Laosz, Malajzia, Mianmar, Thaiföld és Vietnám területén honos. A természetes élőhelye a szubtrópusi vagy trópusi síkvidéki és hegyi esőerdők, valamint legelők és cserjések. Állandó, nem vonuló faj.

## Megjelenése
Testhossza 22,5-26 centiméter.

## Életmódja
Valószínűleg gerinctelenekkel táplálkozik.